# 榕拟灯蛾属
榕拟灯蛾属（学名：Lacides）为灯蛾科的一个属。现为拟灯蛾属 （Asota）的异名。

## 下属物种
本属包括以下物种：
- 榕拟灯蛾 Lacides ficus Fabricius, 1775